# Hilbrand Nawijn
Hilbrand Pier Anne Nawijn, né le 8 août 1948 à Kampen, est un homme politique néerlandais membre du Parti pour les Pays-Bas (PvN). Il est ministre de l'Immigration entre 2002 et 2003.

## Biographie

### Du public au privé
Il entre dans la fonction publique en 1980, au sein de la division de la Politique d'asile du ministère de la Justice, et achève trois ans plus tard ses études supérieures de droit public à l'université de Groningue. En 1988, il prend la direction du service d'immigration et de naturalisation (IND) du ministère, mais démissionne six ans plus tard pour devenir consultant chez KPMG.

### Débuts en politique
Il quitte le Parti anti-révolutionnaire (ARP) en octobre 1980, lorsqu'il fusionne avec deux autres partis pour former l'Appel démocrate-chrétien (CDA), auquel il adhère en 1998. Cette même année, il entame une carrière d'avocat. En 2002, il est élu au conseil communal de Zoetermeer et crée son propre cabinet d'avocats. Il rejoint quelques mois plus tard la Liste Pim Fortuyn (LPF).

### Ministre de l'Immigration et député
Le 22 juillet 2002, Hilbrand Nawijn est nommé ministre de l'Immigration et de l'Intégration dans le gouvernement de coalition de Jan Peter Balkenende, mais son mandat prend fin dès le 16 octobre avec la chute du cabinet, victime des luttes internes au sein de la LPF.
Il est ensuite élu député à la seconde Chambre lors des élections législatives anticipées du 22 janvier 2003, et continue d'exercer l'intérim de son ministère jusqu'au 27 mai 2003.

### Fin de parcours
Il finit par quitter la LPF en 2004 et fonde la Liste Hilbrand Nawijn (LHN), prenant la présidence du groupe parlementaire formé par son parti en 2005. Réélu au conseil communal de Zoetermeer en mars 2006, il crée le Parti pour les Pays-Bas (PvN) en août suivant, mais échoue toutefois à le faire entrer à la seconde Chambre à l'occasion des élections législatives du 22 novembre.
Il fonde alors un cabinet de consultants, puis reprend en 2008 son métier d'avocat.

### Vie privée
Il est marié, père de trois enfants et vit à Zoetermeer.